# Tegenpartij
De Tegenpartij was een fictieve Nederlandse politieke partij opgericht door F. Jacobse en Tedje van Es, twee Haagse "vrije jongens" die werden gespeeld door Kees van Kooten en Wim de Bie. De Tegenpartij was "De Partij voor alle Nederlanders die niet meer tegen Nederland kenne".
In 1979-'80 waren er al aanwijzingen dat de twee Hagenezen het niet met de politiek eens waren. Op de lp Op hun pik getrapt! (zomer 1980) bleek de Tegenpartij al opgericht met Jacobse als erevoorzitter. Op die elpee staat ook het lied De Tegenpartij (het lijflied van alle vrije jongens) met tekst van Van Kooten en De Bie met muziek van Tonny Eyk.
Zogenaamd werd door De Tegenpartij zelfs eenmaal een Kamervraag gesteld, door toenmalig Kamervoorzitter Dolman, aan de minister van Cultuur, Recreatie en Maatschappelijk Werk. Het onderwerp betrof het voorkomen van een aantal reclamespots van "Haagse firma's", die in strijd zouden kunnen zijn met de Omroepwet. Kamervoorzitter Dolman vroeg minister Gardeniers-Berendsen of zij "alle vrije jongens de nek om wilde draaien".
Hoewel Van Kooten en De Bie met de typetjes Jacobse en Van Es juist sommige partijen (zoals de toenmalige Centrumpartij van Hans Janmaat) aan de kaak wilden stellen, werd de Tegenpartij uiteindelijk juist zo populair, dat men verwachtte dat zij een aantal zetels in de Tweede Kamer kon veroveren tijdens de verkiezingen. De Tegenpartij werd uiteindelijk net voor de verkiezingen 'ontbonden', doordat de beide heren Jacobse en Van Es op 10 mei 1981, vlak voor de verkiezingen, op het Binnenhof tijdens een couppoging werden neergeschoten. Daarbij werd hun dood geënsceneerd (bleek later). Van Kooten en De Bie hadden het gevoel dat hun persiflage tot hun schrik inmiddels door de werkelijkheid ingehaald was en dat Jacobse en Van Es door de Centrumpartij (CP) zelfs "rechts ingehaald" waren. Een saillant detail is dat Hans Janmaat van de Centrumpartij tijdens zijn verkiezingscampagne bepaalde leuzen (zoals "vrije jongens") en punten uit het verkiezingsprogramma "Rugop '81" van de Tegenpartij had overgenomen en dat het CP-blad zelfs een compliment aan Van Kooten en De Bie op de voorpagina bevatte.
Later bleken Jacobse en Van Es nog te leven. Hun dood was in scène gezet, zodat ze snel naar Zuid-Amerika konden vluchten. Later pakten ze hun leven als vrije jongens weer op, maar prominent aanwezig waren ze niet meer, en de politiek hadden ze vaarwel gezegd. In 2005 werd er, voor het eerst sinds 1988, weer iets van ze vernomen toen ze op de bonus-cd van de "Koot & Bie Audiotheek" verschenen.

## Citaten
Veel woorden en gezegden van Van Kooten en De Bie werden snel gemeengoed en in de jaren zeventig en tachtig waren ze belangrijke taalvernieuwers. Ook zinnen uit de sketches rond de Tegenpartij vormen hierop geen uitzondering, zoals "Geen gezeik, iedereen rijk" en "Samen voor ons eigen".
Uit het partijprogramma
- Stemp de Tegenpartij!
- Met z'n allen voor ons eigen / Samen voor ons eigen / Laat de rest de rambam krijgen
- (de miljoenen van de pensioenen, de miljarden van het gas,) Geen gezeik, iedereen rijk, en in zijn sas
- Nergens geen maximumsnelheden! Honderdtwintig? Dat rijden wij al in z'n achteruit!
- Laat ze zelf eens een keer bezuinigen.

Jacobse en Van Es
- Mogen wij éven overgeven?
- De Tegenpartij, de partij voor alle Nederlanders die niet meer tegen Nederland kenne

Uit het partijlied
- 't Is orgineel waar / Je bent de sigaar / Als je in Nederland je klauwen uit je mouwen hangk / Ze lijken wel maf / Ze knijpen je af / Waardoor een vrije jongen maar naar één partij verlangk...

## Andere fictieve partijen
Behalve de Tegenpartij hebben Van Kooten en De Bie nog enkele andere fictieve politieke partijen opgericht. Nog voor de Tegenpartij was in 1976 op De tweede langspeelplaat van het Simplisties Verbond in de sketch "Enge buren" te horen over de Volkspartij tegen de Enge Buren, een afsplitsing van de Bond tegen Trottoirterreur, van dhr. Breur, en in maart 1990 bleek in het programma Keek op de week dat Willem van der Wiel uit Ter Weksel (ook wel bekend als de Voddenfilosoof) de Algemene Recycling-Partij had opgericht. We weten ook dat wethouder Hekking uit Juinen zijn eigen Lijst Hekkings Belang had.